# كندا في الألعاب الأولمبية الشتوية 2014
مشاركة كندا بالألعاب الأولمبية الشتوية سنة 2014 بمدينة سوتشي الروسية من 7 إلى 23 فبراير، تدل على المشاركة 22 لها.

## الميداليات
حصلت كندا على أربع ذهبيات وأربع فضيات وبرونزية في التزلج حر ، و كما حصلت على كل من الميدالية الذهبية والفضية و البرونزية في رياضة التزلج على مسار قصير، و ذهبية في الزلاجة جماعية ، و قد كانت الصادرة في رياضة كيرلنغ لأبطال العالم ذكورا وإناثا مما يساوي ذهبيتين، ومثل ذلك حصل في رياضة هوكي الجليد برصيد ميداليتين، وقد خرجت كندا من التزلج فني على الجليد برصيد ثلات فضيات، أما في رياضة التزلج سريعو تزلج على الثلوج فقد حصدت فضية وبرونزية في كل واحدة منهما، كما حصلت على برونزية في رياضة التزلج على المنحدرات الثلجية.